# Autostrada A36 (Italia)
L'autostrada A36 (detta Pedemontana Lombarda) è un'opera viabilistica autostradale italiana che ha l'obiettivo di velocizzare gli spostamenti nell'area nord di Milano, realizzando una via esterna alla città metropolitana di Milano per collegare le province di Varese, Bergamo e l'area a nord di Milano, oltre che l'aeroporto di Milano-Malpensa con l'aeroporto di Bergamo-Orio al Serio.
La tratta fra il raccordo con la A8 presso Cassano Magnago e la SP ex SS 35 presso Lentate sul Seveso è stata aperta fra il gennaio e il novembre 2015.
Per la tratta da Lentate all'autostrada A4 è previsto un prolungamento che prevede la trasformazione della superstrada Milano-Meda in autostrada, fino a Cesano Maderno, per poi proseguire con un nuovo tracciato fino a Osio Sotto.
Nel dicembre 2024 sono iniziate le attività di cantiere per il solo tratto compreso tra Lentate e l'allacciamento con la tangenziale est a Vimercate.

## Il contesto
Il sistema di autostrada e viabilità locale interessa la viabilità delle province di Varese e Como e, con il termine dei lavori, anche quelle della città metropolitana di Milano e delle province di Monza e della Brianza, Bergamo e in generale di tutto il Nord della Lombardia, realizzando un nuovo collegamento diretto fra Cassano Magnago (Varese) e Osio Sotto (Bergamo) in un tessuto urbano fra i più densamente abitati d'Italia e d'Europa. L'iter amministrativo del progetto prevede anche il completamento del sistema tangenziale di Varese, la realizzazione della tangenziale di Como che, collegando la A9 Lainate-Chiasso e la strada statale 342 Briantea in comune di Albese con Cassano, costituisce la connessione diretta al sistema stradale dei territori dell'Erbese e della Valassina ed è inoltre prevista la costruzione di un raccordo (interconnessione Pedemontana BreBeMi) con caratteristiche autostradali tra la BreBeMi e l'autostrada Pedemontana con un tracciato parallelo a destra della tangenziale Est Esterna di Milano. Questo raccordo è parte della futura autostrada Bergamo-Treviglio-Lodi.

## Costi
Il progetto, approvato dal CIPE, prevede una spesa totale di 4.115.000.000 di euro (il contributo statale ammonta a 1,2 miliardi di euro) per un totale di 87 km di autostrada e 70 km di nuova viabilità provinciale e comunale, comprendente anche le nuove tangenziali di Como e Varese.
Con un esborso stimato in 57,8 milioni di euro al chilometro per 5 miliardi complessivi di spesa, è stata valutata come l'autostrada più costosa della storia italiana.

## Le società coinvolte
La società Autostrada Pedemontana Lombarda S.p.A. (68% Milano Serravalle - Milano Tangenziali S.p.A., 20% Equiter S.p.A., 6% Banca Infrastrutture Innovazione Sviluppo S.p.A., 5% UBI Banca S.p.A., 1% Par. Cop. Soc. Cons. Ar. L.) ha per oggetto la promozione, lo studio, la progettazione, la costruzione e l'esercizio dell'autostrada mentre la società Concessioni Autostradali Lombarde S.p.A. (50% ANAS, 50% Infrastrutture Lombarde al 100% della Regione Lombardia) ha per oggetto il monitoraggio dell'iter approvativo della Convenzione Unica di Concessione, coordinamento e supporto alla società Pedemontana per la redazione degli atti di gara per l'individuazione del Contraente Generale (lotti CO1 e VA1) e per l'affidamento della progettazione definitiva (lotti A, B1, B2, C, D, CO2, VA2), attività tecniche connesse all'accordo di Programma promosso da Regione Lombardia, rilascio/diniego attestazioni di compatibilità tecnica di interventi urbanistici in fascia di salvaguardia.
Il primo lotto dei lavori è stato aggiudicato al raggruppamento di imprese formato da Impregilo (mandataria), Astaldi, Aci Scpa-Consorzio Stabile e Pizzarotti.
Il secondo lotto dei lavori è stato aggiudicato all'ATI guidata dall'austriaca Strabag con le italiane Maltauro, Fincosit e Adanti.
Il consorzio Pedelombarda Nuova SCpa, composta da Webuild (70%) e Pizzarotti (30%) si è aggiudicato i lavori delle tratte B2 e C a settembre 2021.

## Pedaggio

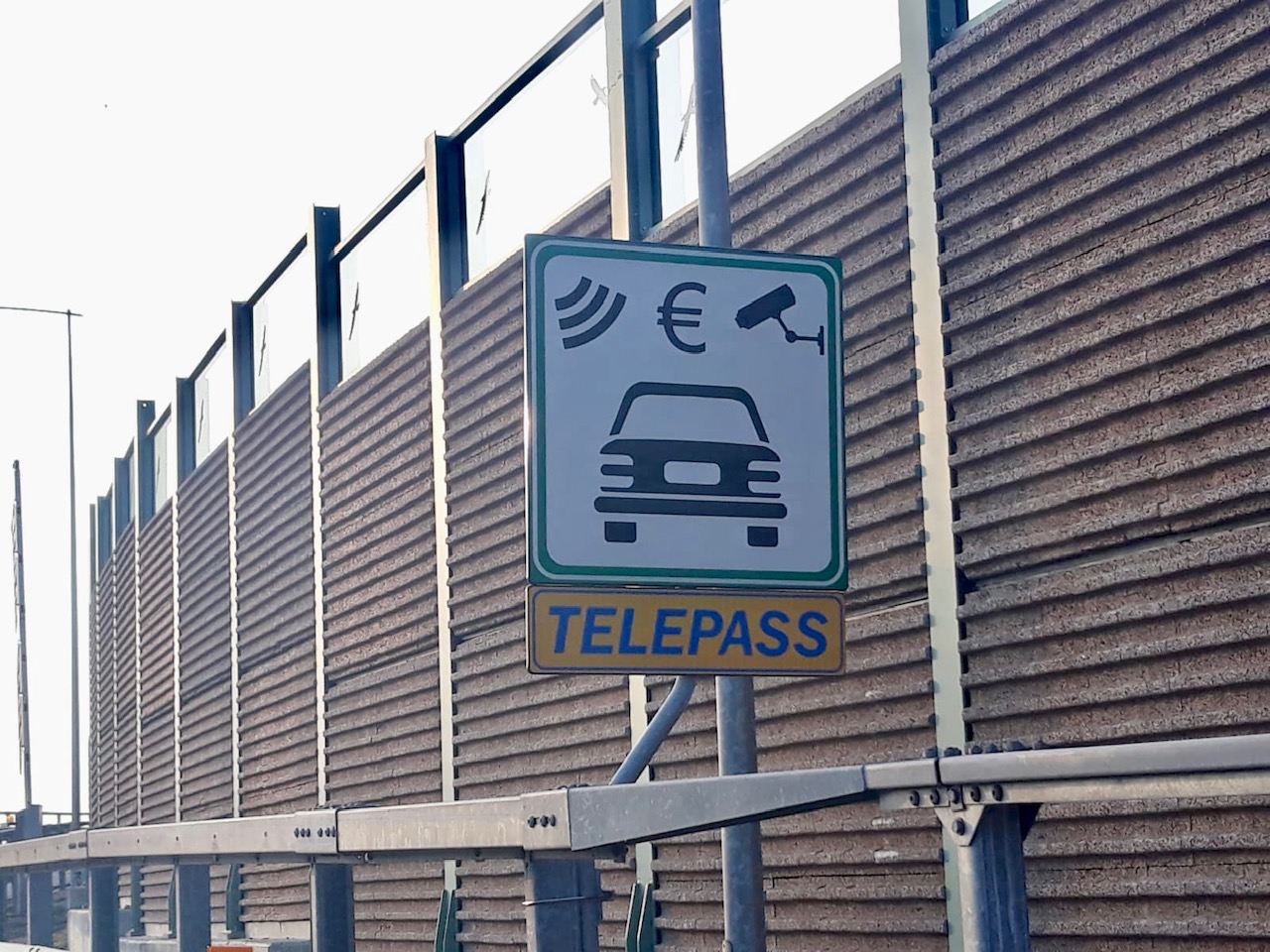
Segnaletica stradale per il pedaggio fluido

L'A36 è soggetta a pedaggio esclusivamente con sistema elettronico free-flow a partire dal 1º novembre 2015; prima di quella data, il pedaggio non veniva riscosso.
La stessa modalità di pedaggio sarà in futuro attuata anche sulla tratta attualmente in costruzione.

## Storia
Alla fine degli anni cinquanta nasce l'idea della pedemontana come infrastruttura necessaria per lo sviluppo delle zone nord-occidentali lombarde. Questa pedemontana avrebbe collegato Bergamo a Biella (in base ai primi progetti degli anni successivi). Il progetto negli anni settanta viene fermato per il blocco della costruzione di nuove autostrade. Nel 1983 la Regione Lombardia chiede di derogare alla legge e successivamente l'autostrada pedemontana rientra nel programma triennale ANAS. Il 14 novembre 1986 nasce la società Autostrada Pedemontana Lombarda S.p.A. costituita dalla Società Autostrade e dalla Società Serravalle - Milano - Ponte Chiasso.
Il 31 agosto 1990 con decreto interministeriale viene autorizzata la concessione per la realizzazione dell'infrastruttura.
Nel periodo dei primi anni 2000 il tracciato della pedemontana assume la fisionomia di quello in costruzione. Nel marzo del 2003 l'autostrada viene inserita nella legge obiettivo. Il progetto preliminare e la valutazione di impatto ambientale vengono pubblicati nel febbraio del 2004; il 29 marzo 2006 il CIPE approva il progetto preliminare.
Il 1º agosto 2007 la società Autostrada Pedemontana Lombarda S.p.A. e la concedente Cal S.p.A. firmano la convenzione che autorizza la concessione per la realizzazione dell'autostrada.
Nel corso del 2008, durante l'elaborazione del progetto definitivo, sono stati sviluppati approfondimenti di molte parti del tracciato finalizzate, da un lato, al rispetto delle prescrizioni dettate dal CIPE con l'approvazione del progetto preliminare e, dall'altro, a migliorare e ottimizzare le soluzioni progettuali, d'intesa con gli Enti locali territorialmente interessati.
Il progetto definitivo è stato pubblicato il 21 aprile 2009 e reso consultabile sul sito ufficiale: rispetto al preliminare, sono state accolte 384 prescrizioni del CIPE e introdotte ulteriori 22 varianti, approvate all'unanimità in seguito all'intensa attività sviluppata dai tavoli territoriali e ambientali.
Il 29 maggio 2009 si è tenuta la Conferenza dei Servizi in Regione Lombardia, nel rispetto dei tempi programmati.
Il CIPE ha approvato il progetto definitivo e il piano finanziario il 6 novembre 2009.
I lavori inerenti alla tratta A (A8-A9) sono iniziati il 6 febbraio 2010, contestualmente ai primi lotti delle tangenziali di Como e di Varese e si sono conclusi nel dicembre del 2013: l'apertura al traffico è avvenuta, invece, il 26 gennaio 2015.
I lavori della tratta B1 (A9-Lentate sul Seveso) sono stati avviati nel dicembre del 2013 e sono terminati nel 2015; l'apertura al traffico della tratta B1 è avvenuta il 5 novembre 2015.
A settembre 2021, è stato aggiudicato l'appalto per i lavori della tratta B2 e della tratta C al consorzio guidato da Webuild. A novembre 2022, è stato firmato il contratto da 1,26 miliardi di euro con lo stesso consorzio. L'inizio delle prime attività propedeutiche alla realizzazione dell'opera è avvenuto il 19 dicembre 2024.
I restanti cantieri relativi alla tratta D non sono ancora stati avviati e ad oggi non è prevista una data di inizio lavori.

### Controversie
Nel corso degli anni il progetto di Pedemontana è stato oggetto di controversie sia da parte della cittadinanza, che da parte di istituzioni locali. Le critiche riguardano principalmente:
- Il consumo di suolo e l'impatto ambientale: il progetto si sviluppa attraversando da parte a parte la provincia di Monza, area già fortemente urbanizzata nel corso degli anni e prima provincia italiana per suolo consumato[26]. Inoltre, il progetto si sviluppa in aree parte di 4 parchi: il Parco Agricolo NordEst, il Parco della Valle del Lambro, il Parco GruBria e il Parco delle Groane. A tal proposito sono nati numerosi comitati di cittadini in opposizione all'opera[27], sono state promosse iniziative ed eventi divulgativi[28][29] e talvolta si sono registrati episodi di protesta[30][31].
- La diossina a Seveso: la tratta B2 attraversa porzioni di territorio interessate dal disastro di Seveso; per tale motivo sono sorti dubbi e timori da parte della popolazione[32] inerenti alla pericolosità che il cantiere comporterebbe per le zone attraversate. La società Pedemontana Lombarda, a tal proposito, ha predisposto e avviato un piano di bonifica e di monitoraggio affinché il cantiere possa svolgersi in sicurezza[33].
- Il pedaggio sulla Milano-Meda: con la conversione ad autostrada, l'attuale tratto di superstrada Milano-Meda compreso tra Lentate sul Seveso e Bovisio Masciago, oggi gratuito, verrà sottoposto a pagamento del pedaggio[34]. Al riguardo, vari enti locali, anche di diverso colore politico, hanno chiesto di eliminare il pedaggiamento lungo la tratta o, comunque, di introdurre sconti ai residenti e pendolari[35] al fine di ridurre le spese per i pendolari ed evitare che il traffico si riversi sulla viabilità ordinaria. Tuttavia, la proposta presentata è stata bocciata dal consiglio regionale[36].

## Il tracciato

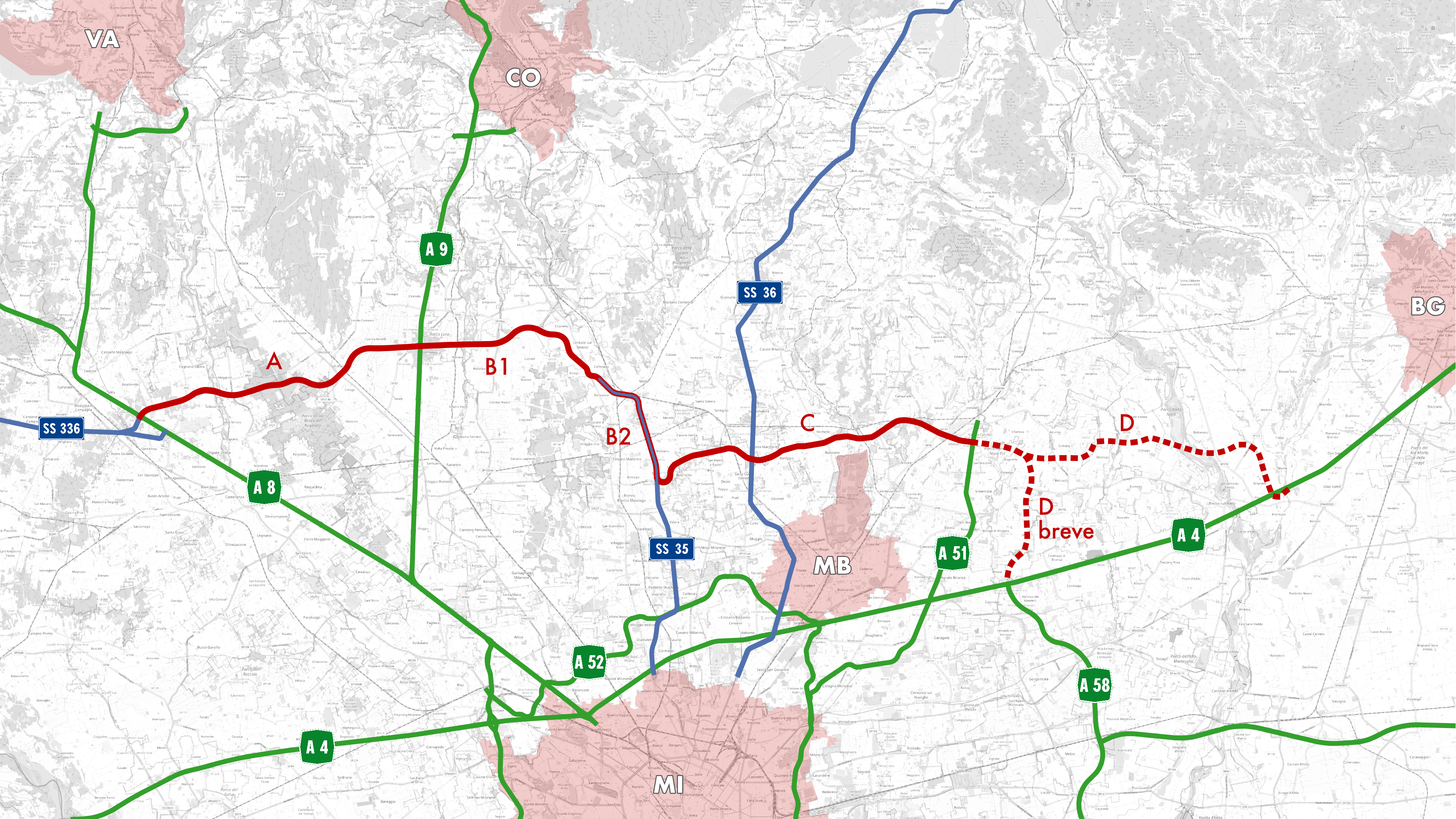
Il tracciato della A36: le tratte B2 e C sono in costruzione, il percorso della tratta D deve essere definito.

Aperta su 22 dei 96 km previsti il percorso si sviluppa con doppia carreggiata a due corsie per senso di marcia, partendo dall'interconnessione con la A8 presso Cassano Magnago fino a Lentate sul Seveso, dove si interconnette senza soluzione di continuità con la Superstrada Milano - Meda (SP-exSS 35), lungo il tracciato si trovano gli svincoli di Solbiate Olona, Mozzate, Cislago, l'interconnessione con la A9 Milano - Como e lo svincolo di Bregnano-Lazzate. Nei pressi dello svincolo di Mozzate è prevista la realizzazione dell'area di servizio polifunzionale.
Tratte in progetto/costruzione:
- Tratta B2: lunga 9,3 km, riqualificazione in sovrapposizione alla Superstrada Milano-Meda a due corsie fino a Meda e a tre corsie per senso di marcia più emergenza sino a Cesano Maderno;
- Tratta C: lunga 16,6 km, da Cesano Maderno alla A51 (Tangenziale Est di Milano) presso Vimercate (a tre corsie per senso di marcia);
- Tratta D: lunga 16,8 km, a due corsie per senso di marcia, da Vimercate alla A4 (Osio Sotto/Brembate).

Presso l'innesto con la A8 a Cassano Magnago è, inoltre, in fase di costruzione il nuovo svincolo della SS336 dell'aeroporto di Malpensa, che consentirà, una volta aperto al traffico, un collegamento diretto tra la SS336 e la Pedemontana, ovviando al passaggio dall'entrata di Busto Arsizio e all'immissione in A8.
Il tracciato di Pedemontana Lombarda si inserisce in un territorio a rilevante sensibilità, in quanto caratterizzato da elevate densità abitative e insediative e dalla presenza di significativi vincoli ambientali e valori paesaggistici.
Gli studi sviluppati nella fase di progettazione preliminare hanno orientato la concessionaria verso l'adozione di soluzioni che garantiscano una mitigazione strutturale degli impatti ambientali nei luoghi di massima criticità tramite la realizzazione di gallerie naturali e artificiali e adeguate misure di tutela e di inserimento ambientale e paesaggistico. Le situazioni di maggior criticità si hanno nella tratta da Lentate sul Seveso a Usmate Velate.
Circa la metà dell'intero percorso dell'autostrada è previsto in galleria naturale o artificiale, mentre un altro terzo è previsto in trincea, che è la conformazione che meglio consente di coniugare la minimizzazione dell'impatto ambientale con la sicurezza della circolazione.

### Tratta "D breve"
Nonostante il progetto originario preveda l'innesto con la A4 all'altezza di Osio Sotto, è stata avanzata dalla società la possibilità, presentata ufficialmente nel 2022, di ridurre la lunghezza della tratta D prevedendo l'innesto con la A4 nei pressi dello svincolo tra la Serenissima e la A58 TEEM. Tale ipotesi comporterebbe una riduzione da 16,8 km a 9 km circa, con un notevole calo dei costi.
Il tracciato sarebbe alternativo e parallelo all'esistente tangenziale est, comprendente due carreggiate a tre corsie per senso di marcia, lo svincolo di Vimercate est, il viadotto a scavalco del torrente Molgora e una barriera autostradale a 13 piste, ricadente in territorio comunale di Burago di Molgora, con lo scopo di raccogliere gli utenti provvisti di biglietto cartaceo provenienti dalla A4.
Attualmente, il progetto della tratta "D breve" è stato finalizzato, presentato agli enti preposti ed è in attesa di autorizzazione.

### Tabella percorso
In verde è evidenziato il tratto in attuale esercizio.
| AUTOSTRADA A36 Autostrada Pedemontana Lombarda |                                            |      |           |
| Tipo                                           | Indicazione                                | km   | Provincia |
|                                                | Milano - Varese                            | 0,0  | VA        |
|                                                | Solbiate Olona                             | 1,0  | VA        |
|                                                | Mozzate-Cislago                            | 8,0  | CO        |
|                                                | Area di servizio (non ancora in esercizio) |      | CO        |
|                                                | Cislago                                    | 11,0 | CO        |
|                                                | Milano - Como                              | 15,0 | CO        |
|                                                | Bregnano-Lazzate                           | 19,0 | MB        |
|                                                | Lentate sul Seveso                         | 21,0 | MB        |
|                                                | Milano - Meda *                            | 22,0 | MB        |
|                                                | Lentate sul Seveso sud                     |      | MB        |
|                                                | Meda                                       |      | MB        |
|                                                | Baruccana                                  |      | MB        |
|                                                | Cesano Maderno Milano - Meda               |      | MB        |
|                                                | Area di servizio                           |      | MB        |
|                                                | Desio del Lago di Como e dello Spluga      |      | MB        |
|                                                | Macherio                                   |      | MB        |
|                                                | Arcore                                     |      | MB        |
|                                                | Tangenziale Est di Milano                  |      | MB        |
|                                                | Bellusco                                   |      | MB        |
|                                                | Area di servizio                           |      | MB        |
|                                                | Cornate d'Adda                             |      | MB        |
|                                                | Filago                                     |      | BG        |
|                                                | Osio Sotto                                 |      | BG        |
|                                                | Torino - Trieste                           | 96,0 | BG        |

* Svincolo da eliminare al termine del cantiere: prosecuzione senza soluzione di continuità in A36.